# Осоевский сельский совет (Краснопольский район)
Осоевский сельский совет (укр. Осоївська сільська рада) — бывшая местная администрация, входила в состав
Краснопольского района
Сумской области
Украины.
Административный центр сельского совета находится в 
с. Осоевка
.

## Населённые пункты совета
- с. Осоевка
- с. Марченки

## Население
По данным переписи 2001 года, большинство населения совета составляли украиноязычные (96,56%), меньшинство — русскоязычные (3,3%).

## Состав совета
Совет состоит из 16 депутатов и главы.
• Глава совета: Бондар Александр Владимирович
᛫ Секретарь совета: Змисля Лариса Григорьевна

### Руководящий состав предыдущих созывов
| ФИО                           | Основные сведения                                                                 | Дата избрания | Дата увольнения |
| ----------------------------- | --------------------------------------------------------------------------------- | ------------- | --------------- |
| Патютько Николай Григорьевич  | Сельский глава, 1969 года рождения, член Всеукраинского объединения «Батькивщина» | 26.03.2006    | 31.10.2010      |
| Бондар Александр Владимирович | Сельский глава, 1982 года рождения, получил высшее образование, беспартийный      | 31.10.2010    |                 |